# Sam Lundholm
Sam Johan Hampus Lundholm (Stoccolma, 1º luglio 1994) è un ex calciatore svedese, di ruolo centrocampista o attaccante.

## Biografia
Suo padre, Johan Johansson, è un ex giocatore dell'AIK avendo collezionato 70 presenze in campionato tra il 1986 e il 1991. Suo nonno, Hans Johansson, ha giocato nel Djurgården durante gli anni '50.

## Carriera

### Club
Cresciuto calcisticamente tra Viggbyholm e Vaxholm, Lundholm è entrato nel settore giovanile dell'AIK nel 2012.
L'anno successivo, dopo aver giocato alcune amichevoli di precampionato, è stato promosso in prima squadra e ha firmato un contratto professionistico fino al termine della stagione 2015.
Ha debuttato in Allsvenskan l'11 agosto 2013, subentrando a Martin Mutumba all'88' minuto di Malmö FF-AIK (1-0).
Il 31 agosto 2014 ha segnato il suo primo gol in campionato, nella vittoria esterna per 4-2 sul campo dell'IFK Norrköping.
Nell'agosto 2015 passa agli olandesi del NEC per sostituire Alireza Jahanbakhsh, appena trasferitosi all'AZ Alkmaar. Stando alle cifre circolate sulla stampa olandese, l'acquisto di Lundholm, che con l'AIK aveva un contratto in scadenza a dicembre, è costato circa 400.000 euro.
Nel gennaio 2017 il ventiduenne svedese è stato girato in prestito in Danimarca, al Randers, fino al termine della stagione salvo però giocare una sola partita.
Il 19 luglio 2017 Lundholm è tornato a giocare per una squadra svedese, sottoscrivendo un contratto da quattro anni e mezzo con la neopromossa Sirius. Durante questo periodo è stato in gran parte delle occasioni titolare, ma nel corso del campionato 2019 – in cui ha comunque giocato 26 partite sulle 30 in calendario – ha iniziato ad accusare fastidi al piede a cui inizialmente aveva sopperito con degli antidolorifici. Questo problema lo ha portato a saltare almeno l'intera Allsvenskan 2020. In un'intervista rilasciata nell'ottobre del 2020, a distanza di alcuni mesi dall'operazione al piede fatta nell'inverno precedente, Lundholm ha dichiarato di avere ancora problemi a camminare e di essere costretto a rimanere perlopiù a casa a causa del fatto che il dolore non diminuiva. Il suo contratto con il Sirius, scaduto nel novembre 2021, non è stato rinnovato.

### Nazionale
Nel 2013 Lundholm ha giocato 7 partite con la Nazionale Under-19, realizzando una rete. Il 31 marzo 2015 ha debuttato con l'Under-21, siglando una doppietta nel 6-0 ai pari età della Norvegia.